# Hemerobius schedli
Hemerobius schedli is een insect uit de familie van de bruine gaasvliegen (Hemerobiidae), die tot de orde netvleugeligen (Neuroptera) behoort. 
Hemerobius schedli werd voor het eerst wetenschappelijk beschreven door Herbert Hölzel in 1970.